# Chiesa e noviziato di San Giuseppe
La chiesa e il noviziato di San Giuseppe, fanno parte di un complesso sacro situato sul monte Telegrafo, nel comune di Monte Argentario.
Il convento voluto da san Paolo della Croce come ritiro per i novizi fu iniziato nel 1753 e terminato nel 1761.
La chiesa presenta tre altari in gesso e stucco dipinto, con carattere tardo barocco di una certa eleganza. Sull'altare maggiore, un raffinato tabernacolo in marmi policromi. Nel coretto della controfacciata è collocata l'immagine più pregevole del complesso: la Madonna addolorata, tradizionalmente attribuita a Sebastiano Conca.
Nel convento sono custoditi vari ritratti ottocenteschi dei padri passionisti, interessanti soprattutto sotto il profilo documentario. Al primo piano si trova la cella del fondatore, connotata nell'ingresso dalla lapide con l'iscrizione Cubiculum Pauli a Cruce.